# Open di Francia 1983
L'Open di Francia 1983 è stata l'82ª edizione degli Open di Francia di tennis, si è svolto sui campi in terra rossa dello Stade Roland Garros di Parigi, Francia, dal 23 maggio al 5 giugno 1983.
Il singolare maschile è stato vinto dal francese Yannick Noah, che si è imposto sullo svedese Mats Wilander in tre set col punteggio di 6–2, 7–5, 7–6(3).
Il singolare femminile è stato vinto dalla statunitense Chris Evert, che ha battuto la jugoslava Mima Jaušovec.
Nel doppio maschile si sono imposti Anders Järryd e Hans Simonsson.
Nel doppio femminile hanno trionfato Rosalyn Fairbank Nideffer e Candy Reynolds. 
Nel doppio misto la vittoria è andata a Barbara Jordan in coppia con Eliot Teltscher.

## Seniors

### Singolare maschile
Yannick Noah ha battuto in finale  Mats Wilander con il punteggio di 6–2, 7–5, 7–6(3).

### Singolare femminile
Chris Evert ha battuto in finale  Mima Jaušovec con il punteggio di 6–1, 6–2.

### Doppio maschile
Anders Järryd /  Hans Simonsson hanno battuto in finale  Mark Edmondson /  Sherwood Stewart con il punteggio di 7–6(4), 6–4, 6–2.

### Doppio Femminile
Rosalyn Fairbank Nideffer /  Candy Reynolds hanno battuto in finale  Kathy Jordan /  Anne Smith con il punteggio di 5–7, 7–5, 6–2.

### Doppio Misto
Barbara Jordan /  Eliot Teltscher hanno battuto in finale  Leslie Allen /  Charles Strode con il punteggio di 6–2, 6–3.